# Lumânărică
Lumânărica (Verbascum densiflorum) este o plantă medicinală din familia Scrophulariaceae, genul Verbascum.

## Descriere

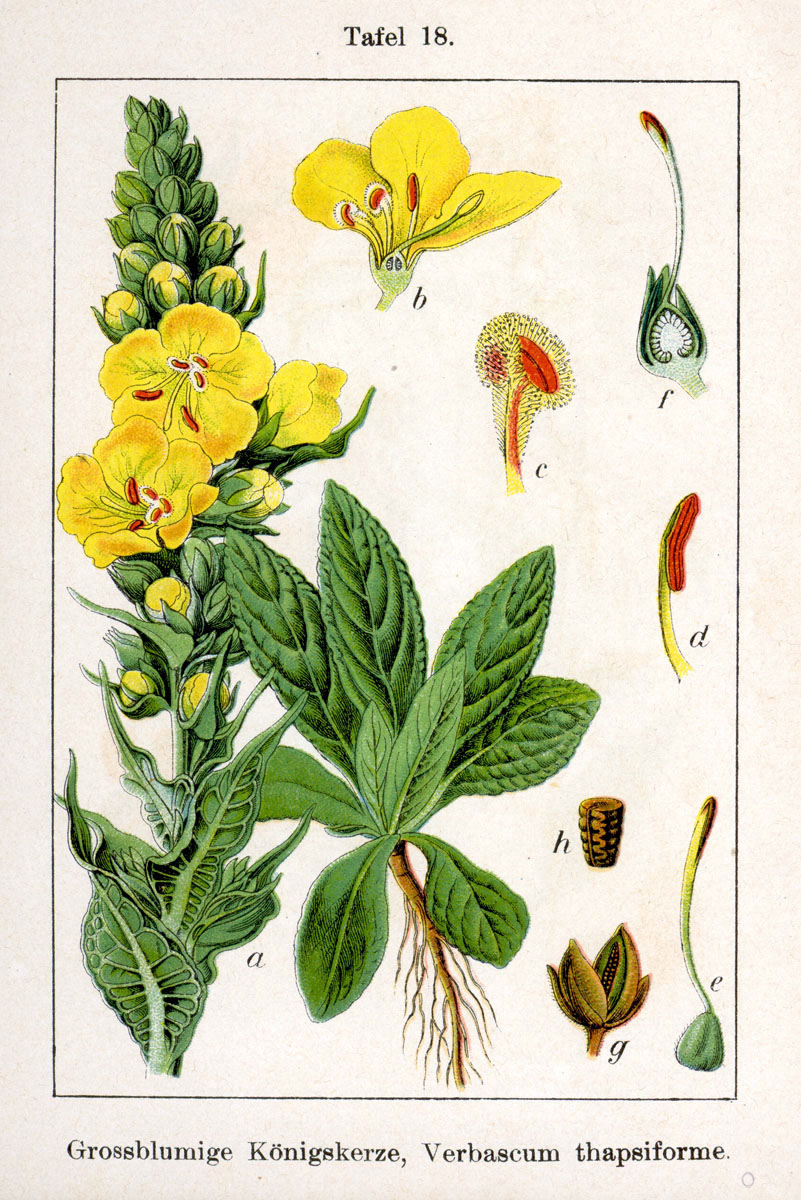
Morfologia

Este o plantă erbacee cu înălțimea de 50 – 100 cm . Toată planta este acoperită de o pâslă moale de peri.
Frunzele de la baza tulpinii sunt decurente, cele de pe tulpină sunt alungit-ovale, iar cele de pe partea superioară a tulpinii sunt ovat-lanceolate. Frunzele sunt eliptice mari și păroase.
Florile sunt dispuse în racem spiciform. Au corola galbenă, cu 5 stamine. Florile sunt puțin asimetrice cu inflorescențe terminale lungi.
Fructul este sub formă de capsulă.

## Răspândire
Planta vegetează în locurile necultivate, la marginea drumurilor, având nevoie de lumină multă și uscăciune excesivă.
Lumânărica crește pe coline însorite și prin pășuni, pe soluri ușoare, aluvionare, nisipoase și pietroase de la șes și deal.

## Recoltare
Lumânărica se recoltează dimineața, după ce se ridică roua, prin ciupirea corolei cu stamine, fără caliciu, pe măsură deschiderii florilor. Trebuiesc luate măsuri de precauție deoarece perii plantei provoacă inflamații ale pielii și ochilor. După ce sunt uscate, florile se pun în borcane acoperite sau în cutii de tablă, cu substanțe care să absoarbă vaporii de apă, produsul fiind higroscopic.

## Sinonimie
- Verbascum phlomides - L
- Verbascum thapsus
- Verbascum thapsiforme - Schrad.

## Compozitia chimica
- 3% policolozide alcatuite din acizi uronici, D-galactoza si L-arabinoza;
- iridoide;
- flavonozide (flavone, flavonoli si flavonone);
- saponozide steroidice si tripertenice;
- lipide;
- 10% oze (glucoza, fructoza)

## Acțiune farmaceutică
- demulcenta (datorita policolozidelor);
- expectorante ( datorita saponozidelor);
- antiinflamatoare;
- anticatarale;
- analgezice ( datorita iridoidelor);
- sudorifice;
- diuretice (datorita flavonului).

## Administrare
Se administrează sub formă de infuzie (1 linguriță la cană, bine strecurată, 2 căni pe zi) sau spălături locale și cataplasme cu infuzie.
Se recomandă  la tuse de diferite etiologii (inclusiv tusea astmatică), la bronșite, laringite, traheite, cataruri (intestinale, urinare), hemoroizi, arsuri, degerături, furuncule, abcese, înțepături.

## Atenționare
Se evită recoltarea florilor de la speciile de lumânărică cu antene de culoare violet.